# TV 1861 Bieber
Der TV 1861 Bieber ist ein Sportverein aus dem hessischen Offenbach-Bieber mit den Sparten Karate, Leichtathletik, Tanzen, Tischtennis und Turnen. Die Tischtennis-Damenmannschaft spielte in den 1980er Jahren in der Bundesliga.
TV steht für Turnverein. Der Verein wurde im April 1861 als Turnverein gegründet.

## Tischtennis
Auf Initiative von Friedel Haas wurde 1962 eine Tischtennisabteilung gegründet. Waren anfangs nur Herrenmannschaften und Jugendliche aktiv, so bildete sich 1964 eine Damenmannschaft.
Die Damenmannschaft, bestehend aus Renate Neubäumer, Ute Schulz, Birgit Burkhardt und Denise Jochem, stieg 1980 in die 1. Bundesliga auf. Trotz Verstärkung durch die englische Nationalspielerin Carole Knight belegte sie in der Saison 1980/81 den letzten Platz und musste absteigen. 1986 gelang dem Team um Ute Seemann, Cornelia Reckziegel, Annegret Groebel und Ilona Grünberg der erneute Aufstieg. Allerdings konnte auch diesmal die Klasse nicht gehalten werden. In der Folge war die Damenmannschaft nicht mehr in den Bundesligen vertreten.
Heute (2015) gibt es beim TV Bieber keine Damenmannschaft mehr.